# Meistera oligantha
Meistera oligantha là một loài thực vật có hoa trong họ Gừng. Loài này được Karl Moritz Schumann mô tả khoa học đầu tiên năm 1899 dưới danh pháp Amomum oliganthum. Năm 2018, Jana Leong-Škorničková và Mark Newman chuyển nó sang chi Meistera mới được phục hồi.

## Phân bố
Loài này có trong khu vực Sabah, Sarawak thuộc Malayasia, trên đảo Borneo.